# Il professor Cenerentolo
Il professor Cenerentolo è un film del 2015 scritto, diretto ed interpretato da Leonardo Pieraccioni. Le scene del film sono state girate nel Lazio tra Roma, Formia, Gaeta e sull'isola di Ventotene. Nel cast sono presenti anche Laura Chiatti, Massimo Ceccherini e Flavio Insinna.

## Trama
Umberto Massaciuccoli è un ingegnere che ha tentato una rapina in banca per evitare il fallimento della sua impresa; il colpo, tuttavia, fallisce miseramente e Umberto viene così arrestato e condannato ad un periodo di detenzione nel carcere di Ventotene. Giunto in prossimità della fine della pena l'uomo viene ammesso al lavoro diurno fuori dal penitenziario, che lo vede in veste di bibliotecario e di tutor della figlia del direttore della prigione in vista della laurea della ragazza.
Una sera, durante un evento socio-culturale aperto al pubblico, Umberto conosce Morgana, un'affascinante insegnante di ballo; il fatto che venga chiamato dai compagni di prigionia e dal personale del penitenziario con l'appellativo di "professore" fa credere alla ragazza che lui lavori nel carcere come educatore e che non sia un detenuto: approfittando dell'equivoco, Umberto inizia a frequentarla in maniera clandestina invece di recarsi al lavoro in biblioteca, ma ogni giorno entro la mezzanotte deve rientrare nella struttura.
Un giorno Morgana scopre la verità e si allontana da Umberto, il quale però riuscirà a riconquistarla, con l'aiuto e la complicità di amici e compagni e rischiando in prima persona, facendole recuperare una catenina d'oro tramandata da generazioni nella sua famiglia e che il suo violento ex aveva venduto ad un ricettatore romeno. Morgana infine, riflettendo sulle domande di Umberto riguardo all'amore di una figlia per il padre, deciderà di regalare il gioiello della catena a Martina, figlia di Umberto, lasciando all'oscuro quest'ultimo. Tempo dopo Umberto, Morgana ed Arnaldo, proprietario della biblioteca comunale dove lavorava Umberto, aprono una società che si occupa di recuperare oggetti scomparsi, sfruttando il fisico di Arnaldo (affetto da nanismo) per scavare così nei pertugi.

## Distribuzione
Il film viene distribuito nelle sale a partire dal 7 dicembre 2015, distribuito da 01 Distribution in collaborazione con Rai Cinema.
La prima visione in TV e avvenuta su Canale 21 il 1º febbraio 2024.

## Accoglienza

### Incassi
Il film al suo week-end d'esordio ha incassato oltre 1250000 €, piazzandosi al 1º posto del botteghino italiano, superando anche Chiamatemi Francesco - Il Papa della gente. Dopo una settimana, al 15 dicembre 2015 il film ha mantenuto la prima posizione arrivando a 2975950 € totali. Con l'arrivo nelle sale di Star Wars - Il risveglio della Forza è sceso in seconda posizione, per poi calare a fine dicembre in sesta posizione, dietro a Natale col boss e Vacanze ai Caraibi. Al 6 gennaio 2016 ha incassato 5889119 €, posizionandosi al terzo posto dei film italiani più visti delle feste.

## Curiosità
- È stato il primo film di Pieraccioni non ambientato in Toscana, sua terra natia.